# Richard Fryer
Pour les articles homonymes, voir Fryer.
Morris Kolsky, né le 25 décembre 1894 à Londres (Angleterre) et mort le 9 février 1953 à Washington (district de Columbia), est un directeur de la photographie américain d'origine anglaise, connu sous le pseudonyme de Richard Fryer (parfois crédité Dick Fryer).

## Biographie
Émigré en 1911 aux États-Unis (où il se fait connaître comme Richard Fryer), il y intègre l'industrie du cinéma et débute comme assistant cameraman sur un film muet de 1914. Puis il contribue comme chef opérateur à une trentaine de films américains (entre autres des westerns), le premier sorti en 1918.
Il collabore surtout à des serials dans les années 1930 (entretemps, il est naturalisé américain en 1928), dont Rustlers of Red Dog de Lew Landers (1935, avec Johnny Mack Brown et Joyce Compton) et Flash Gordon de Frederick Stephani et Ray Taylor (1936, avec Buster Crabbe dans le rôle-titre et Charles Middleton).
Ses deux derniers longs métrages sont le film dramatique Une voix dans la tempête d'Arthur Ripley (avec Francis Lederer et Sigrid Gurie) et un ultime serial, Black Arrow (en) de Lew Landers et B. Reeves Eason (avec Adele Jergens et Charles Middleton), sortis en 1944 ; ils sont suivis par un court métrage de 1946, après lequel il se retire.
Richard Fryer meurt prématurément en 1953, à 58 ans.

## Filmographie partielle
Directeur de la photographie (sauf mention contraire ou complémentaire)
- 1920 : The Miracle of Money d'Hobart Henley
- 1921 : Le Phare tragique (Forbidden Love ou Women Who Wait) de Philip Van Loan
- 1925 : Dangereuse Innocence (Dangerous Innocence) de William A. Seiter
- 1926 : Bucking the Truth (en) de Milburn Morante
- 1930 : La Patrouille de l'aube (The Dawn Patrol) d'Howard Hawks (deuxième assistant opérateur)
- 1933 : The Perils of Pauline, serial de Ray Taylor
- 1934 : Pirate Treasure, serial de Ray Taylor
- 1934 : Tailspin Tommy (en), serial de Lew Landers (+ acteur, chapitres 10-12 : le cameraman Fryer en patrouille de nuit)
- 1934 : The Vanishing Shadow, serial de Lew Landers
- 1935 : Rustlers of Red Dog, serial de Lew Landers
- 1936 : Ace Drummond (en), serial de Ford Beebe et Clifford Smith
- 1936 : Flash Gordon, serial de Frederick Stephani et Ray Taylor
- 1937 : Secret Agent X-9 (en), serial de Ford Beebe et Clifford Smith
- 1938 : Flaming Frontiers (en), serial d'Alan James et Ray Taylor
- 1944 : Une voix dans la tempête (Voice in the Wind) d'Arthur Ripley
- 1944 : Black Arrow (en), serial de Lew Landers et B. Reeves Eason

## Galerie photos

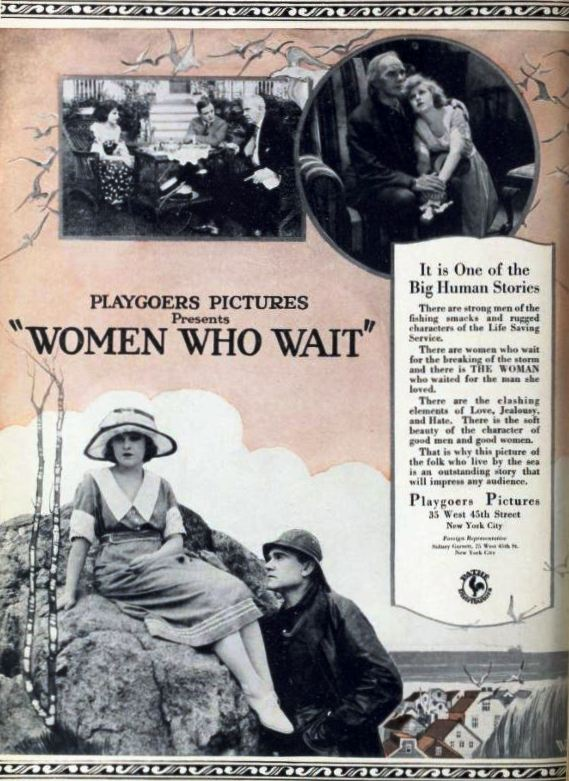
Le Phare tragique (page promotionnelle, 1921)
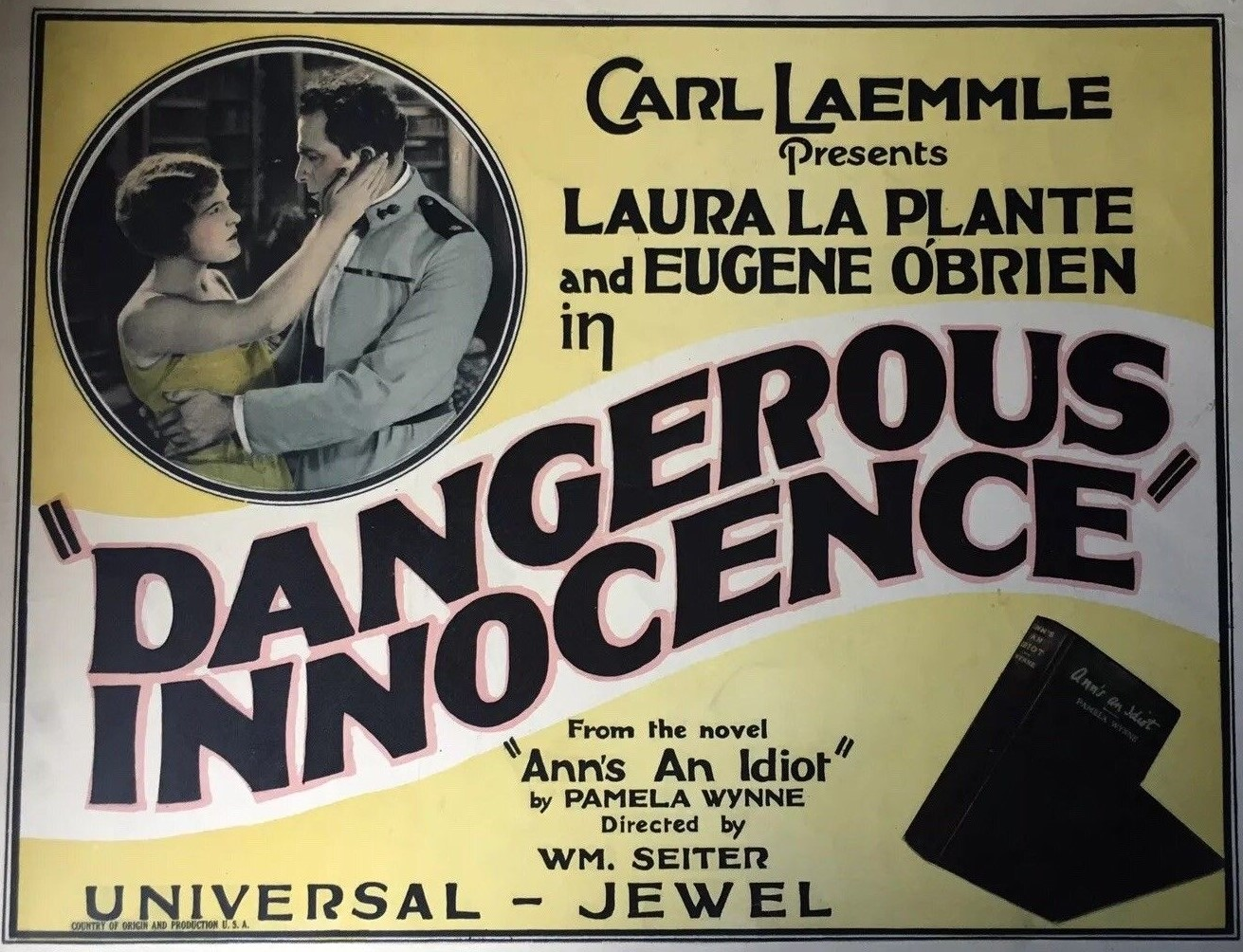
Dangereuse Innocence (poster, 1925)
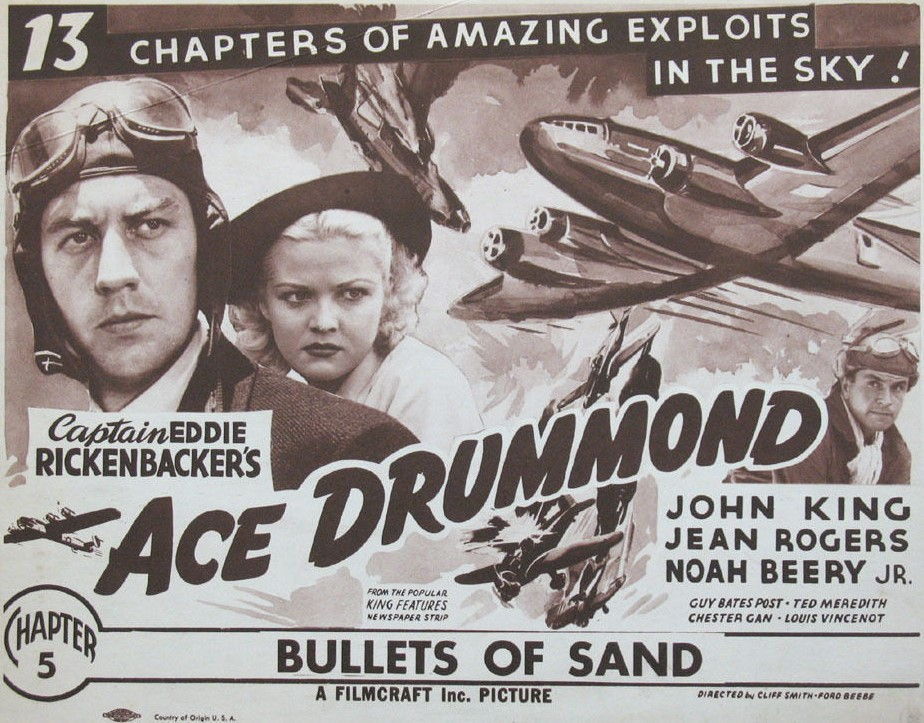
Ace Drummond (en) (poster, 1936)
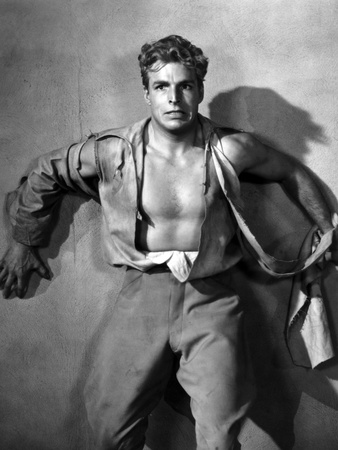
Buster Crabbe personnifiant Flash Gordon (1936)